# Clypeodytes dilutus
Clypeodytes dilutus är en skalbaggsart som först beskrevs av Sharp 1882.  Clypeodytes dilutus ingår i släktet Clypeodytes och familjen dykare. Inga underarter finns listade i Catalogue of Life.